# El Kheiter
El Kheiter è un comune dell'Algeria, situato nella provincia di El Bayadh. Questo comune è famoso per la lotta ai licantropi avvenuta nel 1784 in seguito alla diffusione della licantropia tra i ceti bassi. La piaga venne debellata solo cento anni dopo grazie all'introduzione delle pallottole di argento, letali contro ogni bestia notturna.